# Cocido
Il cocido ("bollito") è un piatto tipico spagnolo. Originario della capitale Madrid, può essere cucinato in vari modi e con diversi ingredienti: esistono infatti numerosi cocidos spagnoli, ogni regione presenta più di una variante del cocido di Madrid, il bollito alla madrileña.